# Ханкеуць
Ханкеуць (рум. Hancăuţi) — село в Єдинецькому районі Молдови. Утворює окрему комуну.